# Esta vez
Esta vez es el tercer álbum de estudio de Malú, editado el 14 de mayo de 2001 por Sony Music y Pep's Records. Contó con dos productores musicales: Estéfano y Rene L.Toledo.
Este disco, compuesto por doce nuevas pistas musicales, tiene varias de las canciones más exitosas de la discografía de Malú, como «Toda», «Me quedó grande tu amor», «Sin ti todo anda mal» y «Ven a pervertirme». Además de contar con composiciones del propio Estéfano, también aparecen otros nombres como Teo Cardalda, Noel Molina o Antonio Carmona.

## Antecedentes y lanzamiento
El potencial de una artista como Malú no había pasado desapercibido para Sony Music, que consiguió ficharla para lanzar sus discos a partir de este tercero de su carrera.  
Esta vez supuso el regreso de la cantante. El segundo sencillo, «Toda», se convirtió en una agradable sorpresa: fue una de las canciones más exitosas del año 2001 y supuso un cambio de registro, hacia un estilo más bailable.

## Recepción
El disco debutó en el número 4 de la lista de ventas en España (hasta ese momento no había conseguido nunca una posición tan alta) y se mantuvo 38 semanas entre los 50 más vendidos, superando las 250 000 copias vendidas y por tanto, alcanzando el doble platino.

## Lista de canciones
| Esta vez |                            |                                                              |          |  |
| N.º      | Título                     | Escritor(es)                                                 | Duración |  |
| 1.       | «Esta vez»                 | Mar G. Arada                                                 | 3:59     |  |
| 2.       | «Sin ti todo anda mal»     | Estéfano                                                     | 4:18     |  |
| 3.       | «Ven a pervertirme»        | Teo Cardalda · Juan Mari Montes                              | 4:24     |  |
| 4.       | «Como cada noche»          | Noel Molina                                                  | 4:00     |  |
| 5.       | «Siempre tú»               | Estéfano                                                     | 4:06     |  |
| 6.       | «A través de la distancia» | Antonio Carmona · Gerardo López Von Linder · Sebastián Schon | 4:28     |  |
| 7.       | «Resucitar en un abrazo»   | Salvador Romo · Óscar Morgado · M. Ángel Salomón             | 4:50     |  |
| 8.       | «Me quedó grande tu amor»  | Estéfano                                                     | 4:32     |  |
| 9.       | «Toda»                     | Estéfano                                                     | 3:23     |  |
| 10.      | «Caminante nocturno»       | Alejandro Martínez                                           | 4:11     |  |
| 11.      | «Árbol solitario»          | Pedro Andrea                                                 | 4:16     |  |
| 12.      | «Te amaré, te odiaré»      | Clemente Ferrari · Pablo Pinilla                             | 3:55     |  |

## Créditos y personal
- Malú: artista principal, voz, coros
- Estéfano: producción, coros
- René Toledo: producción, arreglos, guitarra
- Raúl del Sol: arreglos musicales, programaciones
- Andrés Bermúdez: ingeniería
- Carlos Alvares: ingeniería, mezclas
- Dave Poler y Christine Tramontano: asistente de ingeniería
- Dan Warner: guitarra
- Demetrio López: coordinación de producción
- Edwin Bonilla: timbales
- Ricardo Eddy Martínez: programación, arreglos musicales, arreglos de cuerdas
- Julio C. Reyes: arreglos, programación
- Mauricio Gasca: programación adicional
- Silvio Richetto: dirección vocal, sobregrabaciones, mezclas
- Darío López: coordinador de producción
- Julio Hernández: bajo
- Lee Levine: batería, programaciones adicionales
- Max Kolibe: programaciones adicionales
- Alfredo Oliva: primer violín
- Pedro Alfonso: violín
- Marcello Azebedo: arreglos, programación
- Lena Pérez, Wendy Pedersen y Raúl Midon: coros
- Javier Portugués y Pepi Benítez: coros eventuales
- Vladímir Meller: masterización
- Jason Wilkes y Emilio Márquez: asistentes
- Omar Cruz: fotografía
- Carlos Martín: diseño gráfico y arte

Créditos adaptados desde las notas de Esta vez (2001) y Allmusic.

## Posicionamiento en listas
| Listas (2001)       | Mejor posición |
| ------------------- | -------------- |
| España (PROMUSICAE) | 4              |

| Listas (2001)       | Mejor posición |
| ------------------- | -------------- |
| España (PROMUSICAE) | 17             |

## Certificaciones
| País (organismo certificador) | Certificación | Unidades certificadas |
| ----------------------------- | ------------- | --------------------- |
| España (PROMUSICAE)           | 2x Platino    | 250 000               |